# Liste des maires de Saint-Maurice (Val-de-Marne)
La liste des maires de Saint-Maurice présente la liste des maires de la commune française de Saint-Maurice, située dans le département du Val-de-Marne en région Île-de-France.

## Liste des maires

### Entre 1790 et 1944
| Période      | Période      | Identité                                    | Étiquette | Qualité                                                                                    |
| ------------ | ------------ | ------------------------------------------- | --------- | ------------------------------------------------------------------------------------------ |
| février 1790 | 1793         | Charles Couteux                             |           |                                                                                            |
| 1793         | An IV        | Jacques François Ruau                       |           | Ancien marchand drapier puis farinier                                                      |
| An IV        | An VI        | Edmé Antoine Junot                          |           |                                                                                            |
| 1800         | 1811         | Louis Buran                                 |           | Ancien agent municipal                                                                     |
| 1811         | 1847         | Pierre Finot                                |           |                                                                                            |
| 1847         | 1856         | Laurent Rondot                              |           |                                                                                            |
| 1856         | janvier 1858 | Joseph Hubert Jacolet                       |           | Décédé en fonction                                                                         |
| 1859         | 1860         | Achille Jean-Baptiste Germain Domergue      |           | Directeur de l'Asile impérial de Vincennes Maire de Charenton (1860 → 1865) Démissionnaire |
| février 1861 | 1876         | César Desvignes                             |           | Ancien adjoint Nommé maire par décret                                                      |
| 1876         | 1877         | Émile Dubois                                |           |                                                                                            |
| 1877         | 1886         | Pierre-Jules Decorse (1842-1886)            |           | Chirurgien Conseiller général de Charenton (1881 → 1886) Décédé en fonction                |
| 1886         | 1886         | Laurent Marie René Péan                     |           |                                                                                            |
| 1886         | 1902         | François Gauthier                           |           | Porcelainier                                                                               |
| 1902         | 1926         | Émile Baptiste Anatole Bertrand (1853-1926) |           | Décédé en fonction                                                                         |
| 1926         | 1929         | Léon Marlot                                 |           |                                                                                            |
| 1929         | 1944         | Désiré Louis Léon Ternois                   | Rad.      |                                                                                            |

### Depuis 1944
Depuis la Libération, six maires se sont succédé à la tête de la commune.
| Période       | Période                   | Identité                                  | Étiquette       | Qualité |
| ------------- | ------------------------- | ----------------------------------------- | --------------- | --- |
| 1944          | octobre 1947              | Henri Paul Camille Lemoine                |                 | Médecin Président de la délégation spéciale |
| octobre 1947  | juin 1948                 | Maurice Guyon (1877-1948)                 |                 | Négociant en vin et spiritueux Décédé en fonction |
| 1948          | mai 1967                  | Marius Albert Joseph Théodore (1895-1967) |                 | Professeur à l'école des hautes études Décédé en fonction |
| 1967          | mars 1989                 | Louis Manchon (1920-2016)                 | RI puis UDF-PR  | Industriel Conseiller général de Charenton-le-Pont (1967 → 1998) Officier de la Légion d'honneur |
| mars 1989     | octobre 2017,             | Christian Cambon                          | UDF puis UMP-LR | Chef d'entreprise Sénateur du Val-de-Marne (2004 → ) Conseiller régional d'Île-de-France (1986, → ?) Président ou vice-président de l'ex-CC de Charenton-le-Pont Saint-Maurice Vice-président de l'EPT Paris-Est-Marne et Bois (2016 → 2017) Démissionnaire à la suite de sa réélection comme sénateur |
| octobre 2017, | En cours (au 29 mai 2020) | Igor Sémo                                 | LR              | Énarque, directeur des relations institutionnelles Suez environnement Vice président de l'EPT Paris-Est-Marne et Bois (2016 → ) |